# François Goulard

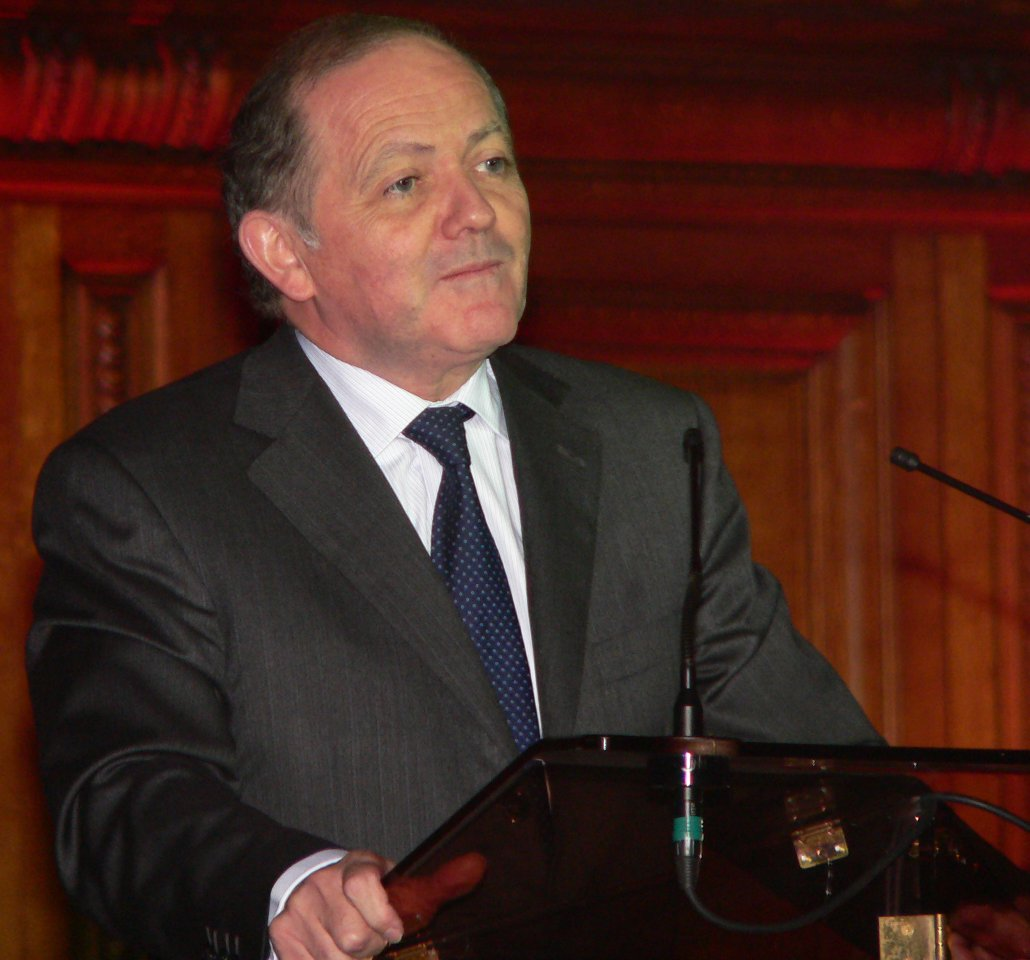
François Goulard

François Goulard (Gwened, 21 de setembre de 1953) és un polític bretó, membre de Democràcia Liberal i des de 2002 de la Unió pel Moviment Popular. El seu pare era enginyer i la seva mare tenia una botiga d'antiguitats. Es llicencià en enginyeria d'arts i manufactures a l'École Centrale de Paris el 1976, i estudià a l'Institut d'Estudis Polítics de París (1977). El 1981 va rebre el títol d'Administració Pública per l'Escola Nacional d'Administració. Va treballar com a auditor i després conseller refrendatari a la Cort de Comptes (1981-1985). E.l 1987 fou nomenat director de cabinet adjunt al ministre de correus i telecomunicacions. De 1989 a 1998 fou director general de la Banca Parisenca de Crèdit, banc de crèdit filial del Grup Suez.
Debutà en política el 1983, quan fou escollit regidor de Gwened. A les eleccions legislatives franceses de 1997 fou elegit diputat per Morbihan amb Democràcia Liberal. Ingressà posteriorment a l'UMP, amb el que el 1998 fou escollit membre del Consell General d'Ar Mor-Bihan i el 2001 alcalde de Gwened i novament diputat a les eleccions de 2002. De 2002 a 2004 fou vicepresident de la Comissió de Finances, de l'Economia general i del Pla de l'Assemblea Nacional Francesa, i també secretari general adjunt de la UMP encarregat de la formació de dirigents i activistes.
El 31 de març de 2004, va ser nomenat Secretari d'Estat de Transports i Mar, en el tercer govern de Jean-Pierre Raffarin. Després va renunciar al seu càrrec com a alcalde. Va ser nomenat Ministre d'Educació Superior i Recerca en el govern de Dominique de Villepin el 2 de juny de 2005 i el 2006 tornà a ser escollit alcalde de Vannes.
El 26 de març de 2007, degut a la seva proximitat a Dominique de Villepin, va anunciar el seu suport a la candidatura de François Bayrou a la primera volta de les eleccions presidencials franceses de 2007, afegint la seva intenció de sortir de la UMP. Tanmateix, el 24 d'abril de 2007, va anunciar que votaria Nicolas Sarkozy en la segona volta de les eleccions presidencials.
Alhora, fou l'únic diputat de l'UMP present al míting contra l'esmena Mariani (test d'ADEN d'acord amb la llei d'Emigració) al Zénith de París el 14 d'octubre de 2007, cosa que li valgué una ferma crida a l'ordre per François Fillon dos dies més tard, mentre que Jean-François Copé va considerar la seva iniciativa de "escandalosa". Fou un dels set parlamentaris de la UMP en votar no a la reforma constitucional de 23 de juliol de 2008 en el Congrés de Versalles.
Dins dels diputats d'UMP, apareix com un dels principals opositors a la persona de Nicolas Sarkozy i com la principal figura del corrent "Villepinista." Amb el diputat d'UMP Daniel Fasquelle és també un dels pocs membres de la majoria en oposar-se al projecte de decret de Valérie Pécresse sobre l'estatut de la universitat, un projecte que crea, a partir de 2009, una forta mobilització en contra.
El març de 2009, es va oposar a la tornada a França al comandament de l'OTAN i com el Comitè de Finances de l'Assemblea va emetre un dictamen a favor d'una contribució addicional dels ingressos més elevats el 18 de març de 2009, el tinent d'alcalde de Vannes reclama la suspensió del "escut fiscal" mitjançant la promoció de la solidaritat nacional en temps de crisi. El 12 de maig de 2009, és un dels sis diputats UMP per oposar-se al projecte de llei Hadopi.